# Macey Kilty
Macey Ellen Kilty (13 de marzo de 2001) es una deportista estadounidense que compite en lucha libre. Ganó dos medallas en el Campeonato Mundial de Lucha, en los años 2023 y 2024, ambas en la categoría de 65 kg.

## Palmarés internacional
| Campeonato Mundial | Campeonato Mundial | Campeonato Mundial | Campeonato Mundial |
| Año                | Lugar              | Medalla            | Categoría          |
| ------------------ | ------------------ | ------------------ | ------------------ |
| 2023               | Belgrado (Serbia)  | Medalla de plata   | 65 kg              |
| 2024               | Tirana (Albania)   | Medalla de bronce  | 65 kg              |